# 井上神節
井上 神節（いのうえ じんせつ）は、日本の画家。青森県弘前市出身。

## 略歴
小学3年生でねぷた絵を教わり、2016年に絵師としてデビュー。
中学3年生の時に「神節」の号を授かる。
その後入学した柏木農業高校において、ねぷたを2年間制作。
2017年に高校生国際美術展に「龍門の終美」を出品。
18歳の時に展覧会を開催し、翌年には個展を開催。
同年5月パフォーマンスライブを青森県弘前市で開催し、ライブ配信した

## 主な展覧会
個展・グループ展
- 青森県・弘前市　弘前文化センター　井上神節展　「　Destroy-　」2020年3月20日-3月22日[2]
- 青森県・弘前市　SPACE DENEGA　井上神節ライブ 「The Live」2020年5月17日[4]
- 青森県・青森市　さくら野百貨店　青森本店　井上神節展　「　INTERVAL-2022-　」2022年5月31日-6月5日
- 大阪府・大阪市　ホルベインギャラリー　「100人をつなぐ展」2021年　　　　　　　　　　　　　　　　　　　　　　　　　　　　展示後、沖縄・西表島　Hotel Luana mele iriomoteに作品が収蔵される。
- 東京都・神田　Gallery2511　「ミニアート展」2021年
- 東京都・銀座　Gallery Art Point 「Beyond 2」展　2022年